# Vimyi kanadai nemzeti emlékmű
A franciaországi Vimyben álló kanadai nemzeti emlékmű (Canadian National Vimy Memorial) az első világháborúban harcoló kanadai katonák előtt tiszteleg. Az emlékműre, amely a Vimy-gerincért folytatott harcok helyszínén található, felvésték azoknak a kanadaiaknak a nevét, akik Franciaországban elestek, de nyughelyük ismeretlen. Ez a legmonumentálisabb első világháborús kanadai emlékmű Európában.

## Története
1920-ban megalapították a háborús emlékművekért felelős kanadai bizottságot (Canadian Battlefields Memorials Commission), hogy felügyelje nyolc emlékmű felállítását Franciaországban és Belgiumban. A testület pályázatára 160 alkotás terve érkezett, közülük választották ki a kanadai szobrász és építész, Walter Seymour Allward művét a Vimy-gerincre, nyolc kilométerre Arrastól, Vimy település közelébe. A hegyhát nagyjából hét kilométer hosszan fut észak-déli irányban. Nyugati oldala lankásabb, a keleti meredekebb. A háborúban kiemelkedő fontosságú magaslat volt, mert nagy távolságokra ellátni róla.
Az építkezés 1925-ben kezdődött a gerinc legmagasabb pontján, a kanadaiak által 145-ös magaslatnak nevezett helyen. Az építkezésen francia és brit munkások dolgoztak, döntően veteránok. Amíg a kövek megérkezésére vártak, megtisztították a területet a háborús maradványoktól, köztük a halottaktól. Rendbe tették a területet, de a lövészárkok egy részét megőrizték az utókornak
A monumentális építményhez összességében 15 ezer tonna betont, a két oszlophoz és a szobrokhoz csaknem hatezer tonna horvát mészkövet használtak fel, amelyet egy olyan bányából termeltek ki, amelyet a rómaiak nyitottak. A 27 méter magasra felnyúló oszlopok Franciaországot és Kanadát jelképezik: két háború által szorongatott nemzetet, amelyet egyesített a közös célért, a szövetséges népek békéért és szabadságáért folytatott harc.
Az emlékművön húsz szimbolikus alak kapott helyet. Legmagasabban a Béke található. Alatta kapott helyet az Igazságosság, az Igazság, a Tudás, a Hősiesség és az Együttérzés. A legnagyobb figura a Gyászoló Kanada (Canada Bereft), amelyet egyetlen harminctonnás kőtömbből faragtak ki. A szobor egy szimbolikus, babérkoszorúkkal borított sírra tekint, amelyen egy rohamsisak és egy kard fekszik. A falakra 11 285 olyan kanadai katona nevét vésték, aki Franciaországban halt hősi halált, de jeltelen sírban nyugszik. Az építkezés költsége 1,5 millió dollár volt.
Az átadási ünnepség 1936. július 26-án volt. A 101 hektáros emlékparkban álló építményt VIII. Eduárd brit király leplezte le Albert Lebrun francia elnök jelenlétében. Az ünnepségen 50 ezer ember vett részt, veteránok és családtagjaik. 2004-ben felújítási munkák kezdődtek, és azok befejezése után, 2007-ben, a Vimy-gerincért folytatott harcok kilencvenedik évfordulóján II. Erzsébet brit királynő avatta fel ismét az emlékművet.
2023 óta az első világháború temetői és emlékhelyei részeként a világörökséghez tartozik.

## Történelmi háttér
A stratégiai fontosságú hegygerinc a háború elején, 1914 októberében került a németek kezébe annak az ütközetsorozatnak a részeként, amelynek során a szemben álló felek megpróbálták átkarolni egymást a tenger felől. A francia hadsereg többször is megpróbálta visszahódítani a magaslatot, de a százezres veszteség ellenére sem sikerült. 1916. februárban a 17. Brit Expedíciós Hadtest váltotta a franciákat. Októberben a kanadai hadtest négy hadosztálya vette át a britek helyét. 1917. áprilisban 9-én, öt hónap előkészület után a négy kanadai hadosztály támadásba lendült, és elfoglalta a magaslatot. A csatában tízezer embert veszítettek, közülük 3600 meghalt. Ez volt a kanadaiak legvéresebb ütközete az első világháborúban.